# Verbascum cheiranthifollum
Verbascum cheiranthifollum är en flenörtsväxtart som beskrevs av Pierre Edmond Boissier. Verbascum cheiranthifollum ingår i släktet kungsljus, och familjen flenörtsväxter.

## Underarter
Arten delas in i följande underarter:
- V. c. asperulum
- V. c. cataonicum
- V. c. heldreichii
- V. c. obtusiusculum
- V. c. pisidicum
- V. c. transcaspicum